# Chevannes-Changy
Pour les articles homonymes, voir Chevannes.
Chevannes-Changy est une commune française des Vaux d'Yonne située dans le département de la Nièvre, en région Bourgogne-Franche-Comté.

## Géographie

### Situation
Chevannes-Changy est dans la moitié nord de la Nièvre. Au nord-est l'Yonne est à seulement 23 km à vol d'oiseau.
Brinon-sur-Beuvron, son chef-lieu de canton, est la commune voisine avec son bourg à 4 km de Chevannes au sud-est ; Clamecy, sa sous-préfecture, à 23 km au nord et Nevers sa préfecture à 49 km au sud-ouest. Corbigny, autre petite ville proche, est à 22 km à l'est.
Le parc naturel régional du Morvan est à 24 km à l'est (20 km à vol d'oiseau), en limite de Corbigny et commençant sur sa commune voisine Cervon.

### Routes
Aucune grande route ne passe sur la commune, qui est desservie par un réseau assez lâche de petites routes locales. La plus grosse route de la commune est la D 5 qui traverse le village orientée N-O/S-E ; elle relie les environs de Varzy, 11 km nord-nord-ouest, à la D 977bis au sud-est (la D 977bis dessert à l'est Saulieu et au-delà, et au sud-ouest Prémery où elle rejoint la D 977).
La D 127 va de Chevannes-Changy à Donzy, 32 km ouest-nord-ouest.
La grande route la plus proche est la N 151 d'Auxerre à La Charité-sur-Loire ; elle passe à 20 km au nord-ouest de Chevannes-Changy. A La Charité se trouve l'accès à la A77 ou "autoroute de l'Arbre", qui longe en partie la Loire.
Le plus proche accès à l'autoroute A6 est l'échangeur n° 22 à 54 km au nord-est près d'Avallon. L'échangeur des autoroutes A6 et A38 est à Pouilly-en-Auxois, 118 km au sud-est par la A6 (106 km en passant par Saulieu mais un peu plus long en durée).

### Relief, géologie
La commune est limitée à l'est par la vallée du Beuvron et par le ruisseau de Treigny au sud - ce dernier devenant le ruisseau d'Arthel à mi-parcours. Ces vallées étant assez encaissées, la commune se termine donc tout le long de ce côté par des coteaux escarpés d'une cinquantaine de mètres de hauteur. Le ruisseau du Canard a creusé une vallée tout aussi encaissée. Le point le plus bas de la commune, 195 m d'altitude, se trouve en limite de commune avec Taconnay, sur la D 180 alors que cette route s'apprête à passer le Beuvron ; le point le plus haut à 309 m d'altitude est le sommet de l'escarpement qui domine Chevannes par le nord-est, dans le bois de Chevenat qui s'appelait autrefois le bois des Longsprats.
Le nombre de tuileries anciennes (voir paragraphe "Villages, hameaux, lieux-dits, écarts" ci-dessous) est un indicateur fiable de la quantité importante d'argile présente en ces lieux.

### Hydrographie
Le Canard ou le Corvol, petite rivière provenant de l'ouest sur la commune de Corvol-d'Embernard où elle prend source, arrive sur Chevannes le long de la D 127. A Chevannes il se tourne vers le nord, passe au moulin du Foulon et à la Noue et sort de la commune par le nord-est, à l'est de Changy. C'est un affluent du ruisseau d'Arthel, sous-affluent du Beuvron.
Plus au nord, le ruisseau de Trinay, saisonnier, vient de la commune de Marcy à l'ouest ; il sert de limite de communes sur environ 370 m puis arrose le hameau des Masserons (lavoir). C'est là son point le plus bas, sans déversement ultérieur. L'autre branche arrive sur la commune au nord de Changy depuis Parigny-la-Rose, passe entre les Masserons et Changy et rejoint le lavoir des Masserons.
La carte de Cassini montre un double étang (deux digues se suivent à quelques dizaines de mètres d'intervalle, formant deux retenues d'eau successives) sur le Canard, mais situé au nord-ouest de Changy - là où passe le ruisseau saisonnier de Trinay. De nos jours on trouve l'étang du Corvol étiré sur un peu plus de 650 m de long pour environ 70 m dans sa plus grande largeur, environ 2 km en aval de Changy sur le Canard. Il est précédé d'une étroite retenue d'eau d'environ 11 m de large sur 240 m de longueur.

### Villages, hameaux, lieux-dits, écarts

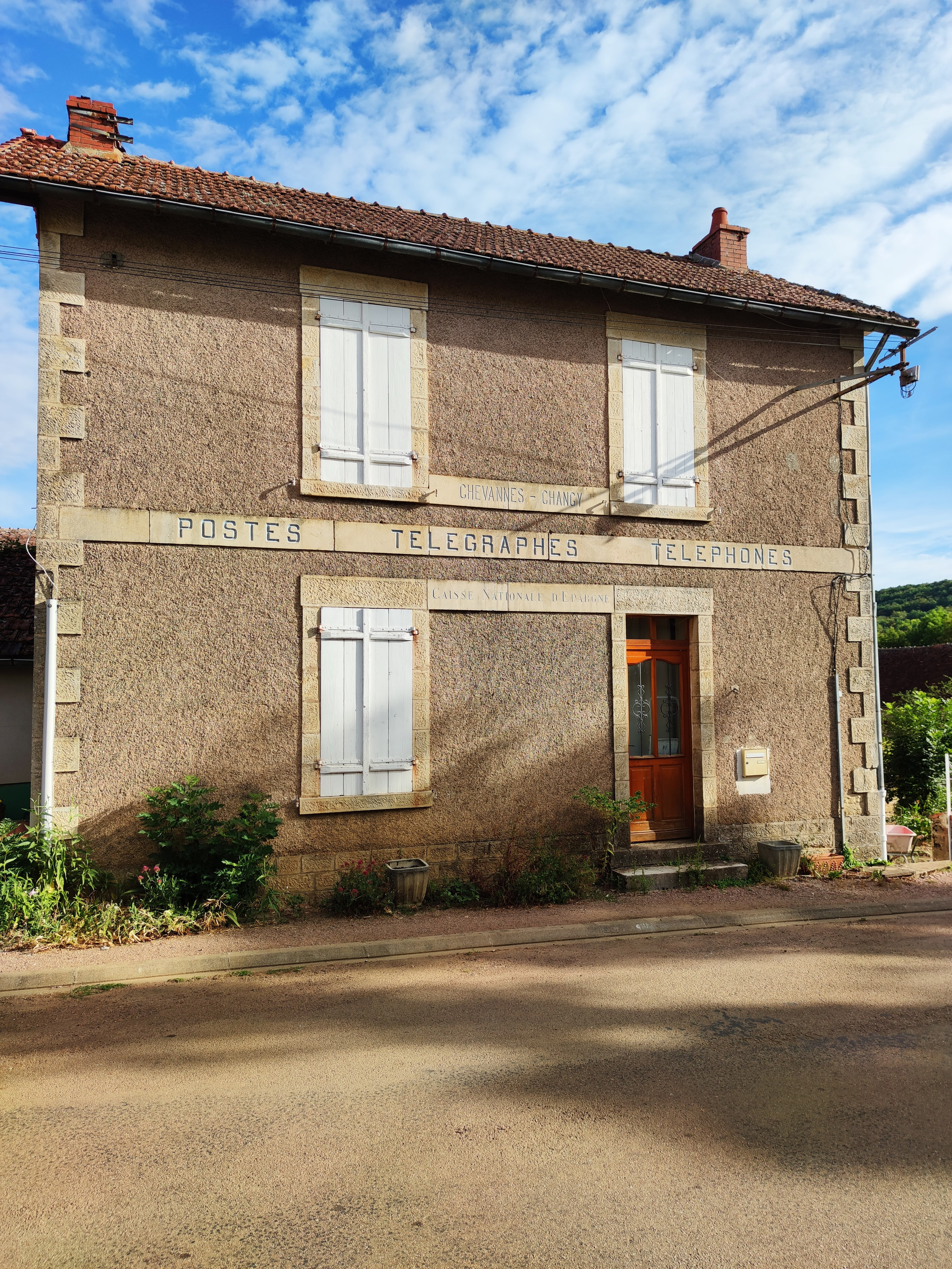
L’ancienne poste.

Dans la liste des hameaux de Chevannes-Changy qui suit, les hameaux suivis d'une astérisque sont indiqués sur la carte de Cassini (établie vers 1745) ; l'orthographe de cette époque est indiquée entre parenthèses si elle est différente de l'orthographe actuelle. Chevannes s'appelait alors Chevannes sous Montenoison. Les hameaux disparus depuis sont entre crochets : [(hameau)]*.
B
- la Boulodière

C
- Changy*
- Chassenay[note 4].
- les Chazeaux*[note 5]

F
- le Foulon[note 6]

M
- les Masserons*[note 7]
- la Montagne

N
- la Noue*

P
- les Pions*
- [la Plainasse][note 8]
- Prévent* (Prevant)

R
- les Oucherons

T
- Treigny
- la Tuilerie* (Tuillerie)

Curieusement, Prevent (Prevant au XVIIIe siècle) est appelé Beaulieu sur la carte d'état-major du XIXe siècle. Il est d'ailleurs indiqué sous les deux noms sont d'ailleurs mentionnées en 1865.
Le moulin Cassiot mentionné en 1865 est indiqué sur la carte de Cassini, un peu en amont de Chevannes. La carte actuelle montre un lieu-dit de ce nom.
Soultrait mentionne le hameau de la Barsodière, qui existait au XVIIIe siècle ; la carte de Cassini ne montre pas de hameau de ce nom.
Soultrait mentionne aussi le château de la Bussière, un ancien fief dont le nom apparaît en 1686 dans le registre de "Dampierre-sur-Bouhy". En 1865 le château est en ruines.
Un étang de Gué-de-Long sur la commune est mentionné en relation avec la seigneurie du Gué-de-Long en 1636. Le nom n'est pas sans rappeler le chantier du château médiéval de Guédelon à 40 km de là (à vol d'oiseau) sur Treigny au nord-ouest.
Les tuileries : le hameau de la Tuilerie existait déjà mais s'est déplacé : il était auparavant sur le chemin devenu la D 5, à l'entrée de son propre chemin actuel. A environ 650 m au sud se trouvait la "Tuillerie (...)cher" (dernier nom difficilement distinguable, "Cricher" ?), à l'emplacement du bois de la Tuilerie qui en a seul gardé la trace.
La tuilerie de la Chaume-Lucas est mentionnée par Soultrait en 1865, sans que l'on sache de laquelle il s'agissait. La carte d'état-major du XIXe siècle montre que le hameau actuel de la Tuilerie était à cette époque appelé Vieille Tuilerie, et que la grosse tuilerie du XVIIIe siècle était située à 500 m à l'est des Brosses.
Au XVIIIe siècle une autre tuilerie existait à environ 300 m à l'est de la Boulodière, sur le ruisseau de Saint-Germain, affluent en rive droite du ruisseau de Treigny.

### Climat
Pour des articles plus généraux, voir Climat de la Bourgogne-Franche-Comté et Climat de la Nièvre.
En 2010, le climat de la commune est de type climat océanique dégradé des plaines du Centre et du Nord, selon une étude du Centre national de la recherche scientifique s'appuyant sur une série de données couvrant la période 1971-2000. En 2020, Météo-France publie une typologie des climats de la France métropolitaine dans laquelle la commune est exposée à un climat océanique altéré et est dans la région climatique  Centre et contreforts nord du Massif Central, caractérisée par un air sec en été et un bon ensoleillement. 
Pour la période 1971-2000, la température annuelle moyenne est de 10,8 °C, avec une amplitude thermique annuelle de 15,9 °C. Le cumul annuel moyen de précipitations est de 854 mm, avec 12,8 jours de précipitations en janvier et 7,9 jours en juillet. Pour la période 1991-2020, la température moyenne annuelle observée sur la station météorologique de Météo-France la plus proche, « Premery », sur la commune de Prémery à 15 km à vol d'oiseau, est de 11,1 °C et le cumul annuel moyen de précipitations est de 911,1 mm. 
La température maximale relevée sur cette station est de 40,5 °C, atteinte le 11 août 2003 ; la température minimale est de −15,1 °C, atteinte le 26 janvier 2007,,. 
Les paramètres climatiques de la commune ont été estimés pour le milieu du siècle (2041-2070) selon différents scénarios d'émission de gaz à effet de serre à partir des nouvelles projections climatiques de référence DRIAS-2020. Ils sont consultables sur un site dédié publié par Météo-France en novembre 2022.

## Urbanisme

### Typologie
Au 1er janvier 2024, Chevannes-Changy est catégorisée commune rurale à habitat très dispersé, selon la nouvelle grille communale de densité à sept niveaux définie par l'Insee en 2022.
Elle est située hors unité urbaine et hors attraction des villes,.

### Occupation des sols
L'occupation des sols de la commune, telle qu'elle ressort de la base de données européenne d’occupation biophysique des sols Corine Land Cover (CLC), est marquée par l'importance des territoires agricoles (75,5 % en 2018), une proportion identique à celle de 1990 (75,5 %). La répartition détaillée en 2018 est la suivante : 
terres arables (44,5 %), prairies (30,9 %), forêts (24,5 %). L'évolution de l’occupation des sols de la commune et de ses infrastructures peut être observée sur les différentes représentations cartographiques du territoire : la carte de Cassini (XVIIIe siècle), la carte d'état-major (1820-1866) et les cartes ou photos aériennes de l'IGN pour la période actuelle (1950 à aujourd'hui).

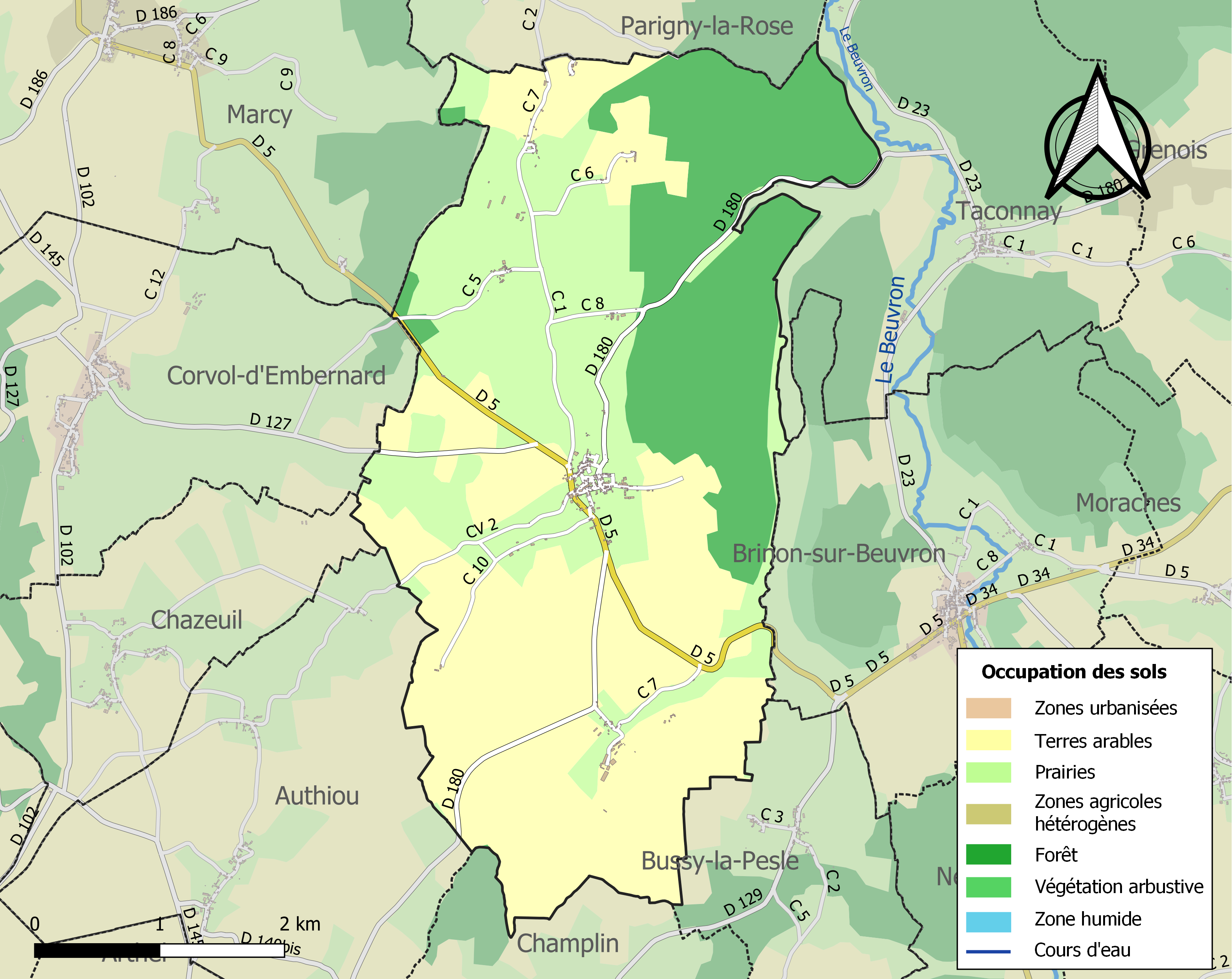
Carte des infrastructures et de l'occupation des sols de la commune en 2018 (CLC).

## Toponymie
Chevannes : Cavanniacus, nom d'un romain, ou villa cavaniaca de Chevanii Brinonem ; l'origine du bas-latin capanna, désignant une hutte et qui a donné le mot « cabane »[réf. souhaitée] est également proposée.
Parmi les différentes orthographes on trouve Chevanniæ ; Chevonnes (1287) ; Cura de Chevaniis (1478) ; Chevannes-soubs-Monthenoison (1637) ; Chevannes-soubs-Corvol (1658) ; Chevanne (1661) ; Chevannes-Changy à la réunion des deux communes en 1790. Chevannes s'est aussi appelé Chevannes-Treigny vers 1823 puis Chevannes-Changy en 1936.
Changy : Cangiaco, Changiacum. On trouve Changi en 1550, Chaulgy en 1609.
Treigny : Treinignum (1287) ; Treigniacum (1294) ; Maison-forte de Trigny (1322) ; Tregny (1538) ; Traigny (1626).

## Histoire
La paroisse de Changy remonte au XIe siècle ; elle était dépendante d'Auxerre.
En 1322 Odet de Treigny rend hommage au comte de Nevers pour sa maison de Treigny. En 1485 c'est le tour de Jean de Thory, seigneur de Treigny, puis en février 1574 de Charles de Frasnay, écuyer, seigneur de Treigny pour la terre de Treigny. En 1790 le chevalier de Marcy est propriétaire du château de Treigny[réf. souhaitée].
Début XXe siècle des pierres tombales à moitié effacées et des ossements humains ont été trouvés non loin du château de Treigny au sud, dans le champ appelé "Réserve de la Garenne" sur le plan de 1790. Une épée est représentée sur l'une des pierres tombales ; aucune inscription n'apparaît. Les recherches des propriétaires du château suggèrent qu'un village se tenait au sud du château pendant le Moyen Âge ; la première église se serait elle aussi trouvée au sud du château, et non au nord ainsi qu'elle était située début XXe siècle.
Originellement, Chevannes et Treigny ne sont qu'une seule et même paroisse. Au XIXe siècle s'y joint Changy.
Treigny dépendait du prieuré de Saint-Révérien depuis la comtesse Mahaut de Montenoison, et Changy relevait du Auxerre. Lorsque l'église de Treigny, trop vétuste, est abandonnée, une autre église est construite à Chevannes en 1827. En 1836, Changy et son église paroissiale sont rattachées à Chevannes ; c'est alors que la commune prend son nom définitif.
Le prieuré de Saint-Révérien conserve Changy, son étang et son moulin jusqu'à la Révolution.
La qualité et la réputation des terres de Chevannes ont favorisé l'émergence de grands domaines agricoles au XIXe siècle. En 1858 il y avait encore trois moulins à blé en 1858, détruits depuis. La commune comprend encore cinq lavoirs, trois croix en bois et plusieurs puits.
La tuilerie au hameau du même nom sur la route des Oucherons, fabriquait tuiles, briques et carrelages jusque dans les années 1920 ; elle était alors dirigée par la famille Goumet. Il en reste le séchoir, un bâtiment sans murs, au toit bas monté sur piliers, avec au bout du séchoir les fondations du four.

## Politique et administration
| Période                                  | Période  | Identité       | Étiquette | Qualité                           |
| ---------------------------------------- | -------- | -------------- | --------- | --------------------------------- |
| mars 2008                                | 2014     | Aubrun Michel  |           | Retraité de l'Éducation nationale |
| mars 2014                                | 2020     | Yvon Desmas    |           |                                   |
| 2020                                     | En cours | Michèle Lelong | DVD       |                                   |
| Les données manquantes sont à compléter. |          |                |           |                                   |

## Démographie
L'évolution du nombre d'habitants est connue à travers les recensements de la population effectués dans la commune depuis 1793. Pour les communes de moins de 10 000 habitants, une enquête de recensement portant sur toute la population est réalisée tous les cinq ans, les populations de référence des années intermédiaires étant quant à elles estimées par interpolation ou extrapolation. Pour la commune, le premier recensement exhaustif entrant dans le cadre du nouveau dispositif a été réalisé en 2004.

En 2022, la commune comptait 136 habitants, en évolution de +5,43 % par rapport à 2016 (Nièvre : −3,28 %, France hors Mayotte : +2,11 %).
| 1793 | 1800 | 1806 | 1821 | 1831 | 1836 | 1841 | 1846 | 1851 |
| ---- | ---- | ---- | ---- | ---- | ---- | ---- | ---- | ---- |
| 413  | 318  | 461  | 487  | 573  | 575  | 829  | 868  | 745  |

| 1856 | 1861 | 1866 | 1872 | 1876 | 1881 | 1886 | 1891 | 1896 |
| ---- | ---- | ---- | ---- | ---- | ---- | ---- | ---- | ---- |
| 697  | 720  | 737  | 730  | 696  | 698  | 650  | 641  | 598  |

| 1901 | 1906 | 1911 | 1921 | 1926 | 1931 | 1936 | 1946 | 1954 |
| ---- | ---- | ---- | ---- | ---- | ---- | ---- | ---- | ---- |
| 546  | 521  | 487  | 394  | 367  | 317  | 295  | 291  | 260  |

| 1962 | 1968 | 1975 | 1982 | 1990 | 1999 | 2004 | 2006 | 2009 |
| ---- | ---- | ---- | ---- | ---- | ---- | ---- | ---- | ---- |
| 266  | 243  | 230  | 191  | 166  | 157  | 164  | 156  | 147  |

| 2014 | 2019 | 2022 | - | - | - | - | - | - |
| ---- | ---- | ---- | - | - | - | - | - | - |
| 132  | 138  | 136  | - | - | - | - | - | - |

## Culture locale et patrimoine

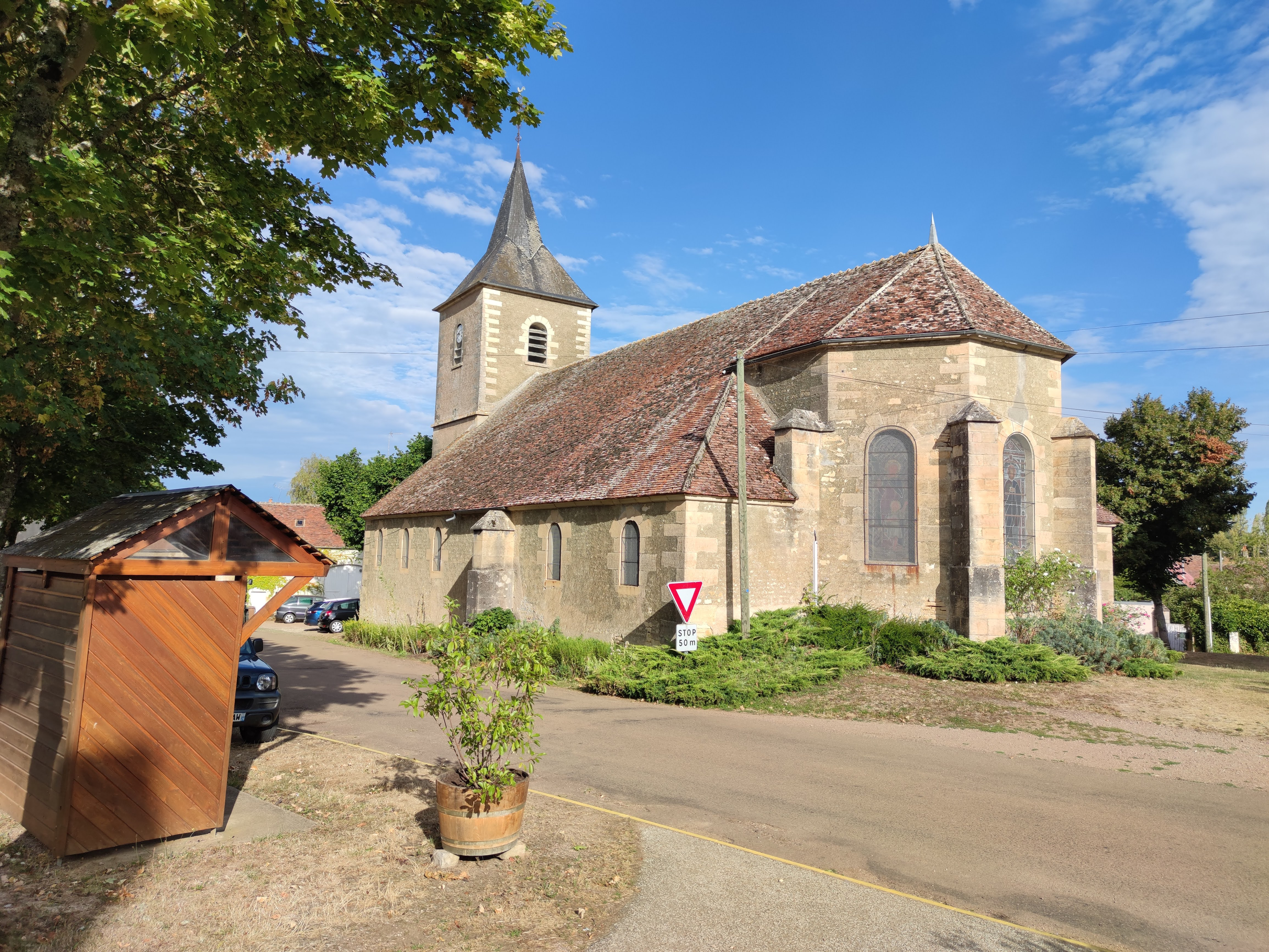
L’église.

### Lieux et monuments
À Changy
De nos jours un domaine agricole, Changy était autrefois une place forte avec chapelle et cimetière, d'origine gallo-romaine. De ce passé restent les ruines d'un très large colombier détruit à la Révolution. Il a été un fief vassal de la châtellenie de Montenoison. Au XIVe siècle il est tenu par Jean du Gué ; plus tard il passe dans la famille  Andréas. Situé en haut d'un coteau à très forte pente sur son côté nord-ouest, le lieu domine un large panorama sur la vallée du Trinay, ouvert du sud-ouest au nord. 
- L'église de Changy ou chapelle, dédiée à saint Jacques le Majeur, était située sur la via Lemovicensis des pèlerins de Compostelle[4]. Elle possède plusieurs pièces de mobilier classées monuments historiques à titre d'objets :
  - Une cloche de 1668 classée en 1992[32],[note 9].
  - Une statue du XVIe siècle en  pierre taillée représentant une sainte, de 69 cm de hauteur, classée depuis 1976[33].
  - Une statue du XVIe siècle en  pierre taillée représentant une Vierge à l'Enfant ; l’œuvre a été mutilée. Elle est classée depuis 1976[34].
  - Une statue du XVe siècle en pierre taillée représentant un évêque et, à ses pieds, un personnage - probablement le donateur - agenouillé avec un blason. La tête de ce dernier a été mutilée. Le tout mesure 50 cm de hauteur et est classé depuis 1976[35].

À Chevannes
- L'église Saint-Cyr-et-Sainte-Julitte, reconstruite en 1822, abrite des statues en pierre des XVe et XVIe siècles représentant saint Cyr et sainte Julitte, saints patrons du diocèse de Nevers. Elle possède elle aussi plusieurs pièces de mobilier classées monuments historiques à titre d'objets :
  - Une cloche de 1707 provenant de l'ancienne église paroissiale de Treigny. Son parrain est Jean Marie Bonnemain, bourgeois de Paris, seigneur de Treigny ; sa marraine est Charlotte du Verne. Elle est classée objet historique depuis 1941[36].
  - Une statue de sainte Anne du XVIe siècle, de 56 cm de hauteur ; inscrite objet historique depuis 1976[37].
  - Un ciboire en argent de la 1re moitié XIXe siècle - entre 1819 et 1838. Il mesure 21 cm de hauteur : il est inscrit objet historique depuis 1976[38].

L'église est ouverte le premier samedi et le troisième dimanche de juin à septembre, de 13 h à 18 h.
- Le centre du village montre de nombreuses maisons de la fin XVIIe siècle ou début XVIIIe siècle, période de construction. Place de la Mairie une maison bourgeoise de cette époque, construite basse et avec lucarnes, est contigüe à un pigeonnier carré construit fin XVIIIe siècle ; ceci pour contourner l'interdiction de construire, une activité restant un privilège du seigneur[4].

Le château de Treigny est situé au fond de la vallée du ruisseau du même nom. Sa façade nord est encadrée de deux tours et sa façade sud porte une tourelle d'escalier[réf. souhaitée]. Le bâtiment actuel, aux lignes classiques d'un manoir de plaisance datant de la fin du XVIIIe siècle, est accolé à des tours plus anciennes. Le lieu est de nos jours un domaine agricole, privé et non visitable.
La commune comprend cinq lavoirs : lavoir de Treigny, lavoir des Brosses à Chevannes, lavoir de la Picherotte sur la route de Changy, lavoir des Masserons - grand lavoir restauré sur la route des Chazeaux - et lavoir de Prévent. Le petit lavoir des Brosses à Chevannes, du XIXe siècle, inclut un compluvium. Le lavoir de Prévent, couvert depuis 1894, était récemment en cours de restauration. Son alimentation mérite une pause : un "aqueduc de la montagne" en pierres taillées lui amène les eaux du ruisseau des Martins.

### Personnalités liées à la commune
- Abbé Chauve-Bertrand (1877-1962), surnommé le « curé rebelle », né dans la commune, où une rue porte son nom.
- Louis Barbier, auteur d'une monographie de la commune (non éditée) ; un petit jardin public porte son nom[40].